# Shell (informática)

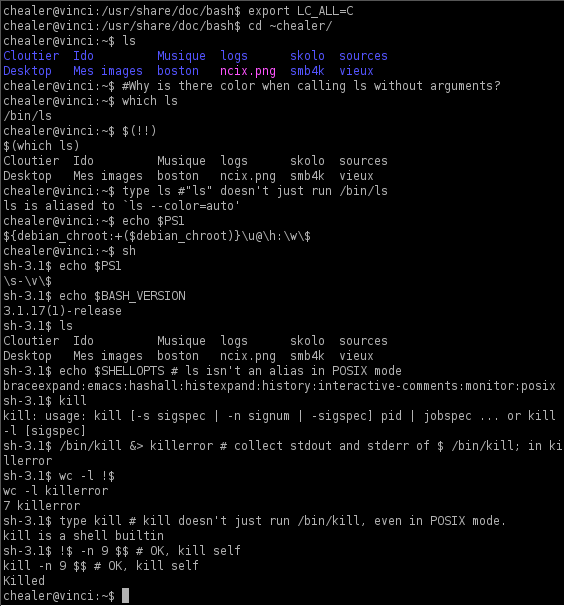
Bash, un shell ampliamente adoptado en Unix y Linux.

En informática, el shell o intérprete de órdenes o intérprete de comandos es el programa informático que provee una interfaz de usuario para acceder a los servicios del sistema operativo.
Dependiendo del tipo de interfaz que empleen, los shells pueden ser:
- De líneas texto (CLI, Command-Line Interface, interfaz de línea de comandos),
- Gráficos (GUI, Graphical User Interface, interfaz gráfica de usuario),
- De lenguaje natural (NUI, Natural User Interface, interfaz natural de usuario).

Los shell son necesarios para invocar o ejecutar los distintos programas disponibles en la computadora.
Un ejemplo de Shell en Windows es  Power Shell

## ShellsCLI
- Ash (Almquist shell)
  - Debian Almquist Shell
- Bash
- Bourne Shell
- Emacs
- Korn Shell
- Símbolo del sistema
- Zsh

## Shell
- LXDE
- Explorador de Windows
- Xfce

## Ataques Web Shell
Un shell web permite acceder de forma remota a un servidor web, generalmente para ataques cibernéticos. Los ataques Webshell han ganado recientemente más atención a medida que los investigadores intentan proporcionar soluciones. Los Webshells brindan a los piratas informáticos la capacidad de robar información, corromper datos y cargar malwares que son más dañinos para un sistema. El problema se agrava cada vez más cuando los piratas informáticos emplean servidores comprometidos para infiltrarse en un sistema y poner en peligro máquinas adicionales. Los webshells también son una forma en que personas malintencionadas se dirigen a una variedad de industrias, incluidas las gubernamentales, financieras y de defensa, a través del ciberespionaje. Uno de los webshells más conocidos utilizados de esta manera se conoce como "China Chopper".